# 由良町 (鳥取県)
由良町（ゆらちょう）は、鳥取県東伯郡にあった町。現在の東伯郡北栄町の一部にあたる。

## 地理
大山火山灰丘陵の北東麓と北条砂丘の接点に位置していた。
- 海洋：日本海[2]
- 河川：由良川[2]

## 歴史
- 1872年（明治5年）由良郵便局開設[2]。
- 1889年（明治22年）10月1日、町村制の施行により、八橋郡由良宿、妻波村、大谷村が合併して村制施行し、由良村が発足[1][2]。旧村名を継承した由良宿、妻波、大谷の3大字を編成[2]。
- 1896年（明治29年）4月1日、郡の統合により東伯郡に所属[2]。
- 1916年（大正5年）3月1日、町制施行し由良町となる[1][2]。
- 1934年（昭和9年）室戸台風により大きな被害を受けた[2]。
- 1954年（昭和29年）由良川河口改修工事起工[2]。
- 1958年（昭和33年）由良宿公民館竣工[2]。
- 1959年（昭和34年）4月1日、東伯郡大栄町と合併し大栄町が存続して廃止された[1][2]。合併後、大栄町大字由良宿・妻波・大谷となる[2]。

### 地名の由来
次の諸説あり。
1. 機織りをしていた木花咲耶姫命の手玉がゆらゆらと揺れたことから。
2. 由良氏にちなむ。
3. 波がゆらゆらと打ち寄せる情景から。

## 産業
- 農業[2]

## 交通

### 鉄道
1903年（明治36年）官設鉄道山陰線が開通し由良駅を開設。

## 教育
1873年（明治6年）由良小学校開校。1887年（明治20年）由良尋常小学校に改称。1941年（昭和16年）由良国民学校に改称。1947年（昭和22年）高等科を廃止し由良小学校に改称。